# 名誉杜氏
名誉杜氏(めいよとうじ)とは、日本酒の酒造会社等が営む酒蔵で杜氏を務め引退した人物に与えられる栄誉職であり称号。なお、ウイスキーの醸造家の栄誉職たる職名として名誉チーフブレンダーがある（本項で解説）。

## 名誉杜氏

### 造り酒屋・日本酒醸造会社における名誉杜氏
杜氏は主に酒造会社の杜氏を務めた人物が引退後に後進の育成を行うために就任する職であり、名誉称号である。
福島県の大木代吉本店では岩手県在住の畠山邦夫を長年、杜氏に起用したが、引退後の処遇として名誉杜氏としたのはその例である。大吟醸「秀よし」の製造元である秋田県大仙市の鈴木商店では永沢祐三が、「浦霞」で知られる宮城県塩竈市での酒造会社佐浦では平野重一が名誉杜氏となってる。
名誉杜氏は後進の育成のほか、日本酒の広報においても一定の役割を担っており、2011年(平成23年)に石川県珠洲市で開催された日本酒祭りでは同県加賀市の鹿野酒造名誉杜氏の農口尚彦が自社商品を宣伝を行っている。西日本の名誉杜氏として著名なの人物としては、香川県の綾菊酒造で永年、杜氏を務めた国重弘明がおり、1995年（平成7年）には労働大臣表彰である「現代の名工」にも選出され、2015年（平成27年）に46年間務めた杜氏を引退。その後、名誉杜氏となっている。

## 名誉チーフブレンダー

### ビール醸造会社における名誉チーフブレンダー
日本の酒造会社であるサントリーでは、ウイスキーの醸造責任者であった人物を名誉チーフブレンダーとして処遇している。講演活動等を通じウイスキー振興にも関わる興水精一などはその一人である。

### 報道資料
- 『朝日新聞』2011年5月29日朝刊石川全県・1地方版
- 『朝日新聞』2015年8月28日朝刊香川全県・1地方版
- 『毎日新聞』1997年8月14日地方版/東京
- 『毎日新聞』2017年12月7日地方版/滋賀
- 『読売新聞』2002年1月28日東京朝刊秋田2版
- 『読売新聞』2008年10月9日東京朝刊仙台版